# استفان داروال
استفان داروال (به انگلیسی: Stephen Darwall) (متولد ۱۹۴۶) یک فیلسوف اخلاق معاصر است که بیشتر به خاطر کارهایش در زمینه توسعه مضامین کانتی و دئونتولوژیک شناخته شده است. او در سال ۲۰۰۸ اندرو داونی اوریک را به عنوان استاد فلسفه در دانشگاه ییل انتخاب کرد او در سال ۲۰۲۳ به عنوان همکار گوگنهایم انتخاب شد

## آثار برگزیده
- Impartial Reason (1983)
- The British Moralists and the Internal 'Ought': 1640–1740 (1995)
- Welfare and Rational Care (2002)
- The Second-Person Standpoint: Morality, Respect, and Accountability (2006)
- Morality, Authority, and Law: Essays in Second-Personal Ethics I (2013)
- Honor, History, and Relationships: Essays in Second-Personal Ethics II (2013)
- Modern Moral Philosophy: From Grotius to Kant (2023).

او همچنین یک کتاب درسی اخلاق نوشته است:
- Philosophical Ethics (1997)